# Josep Maria Codina Corona

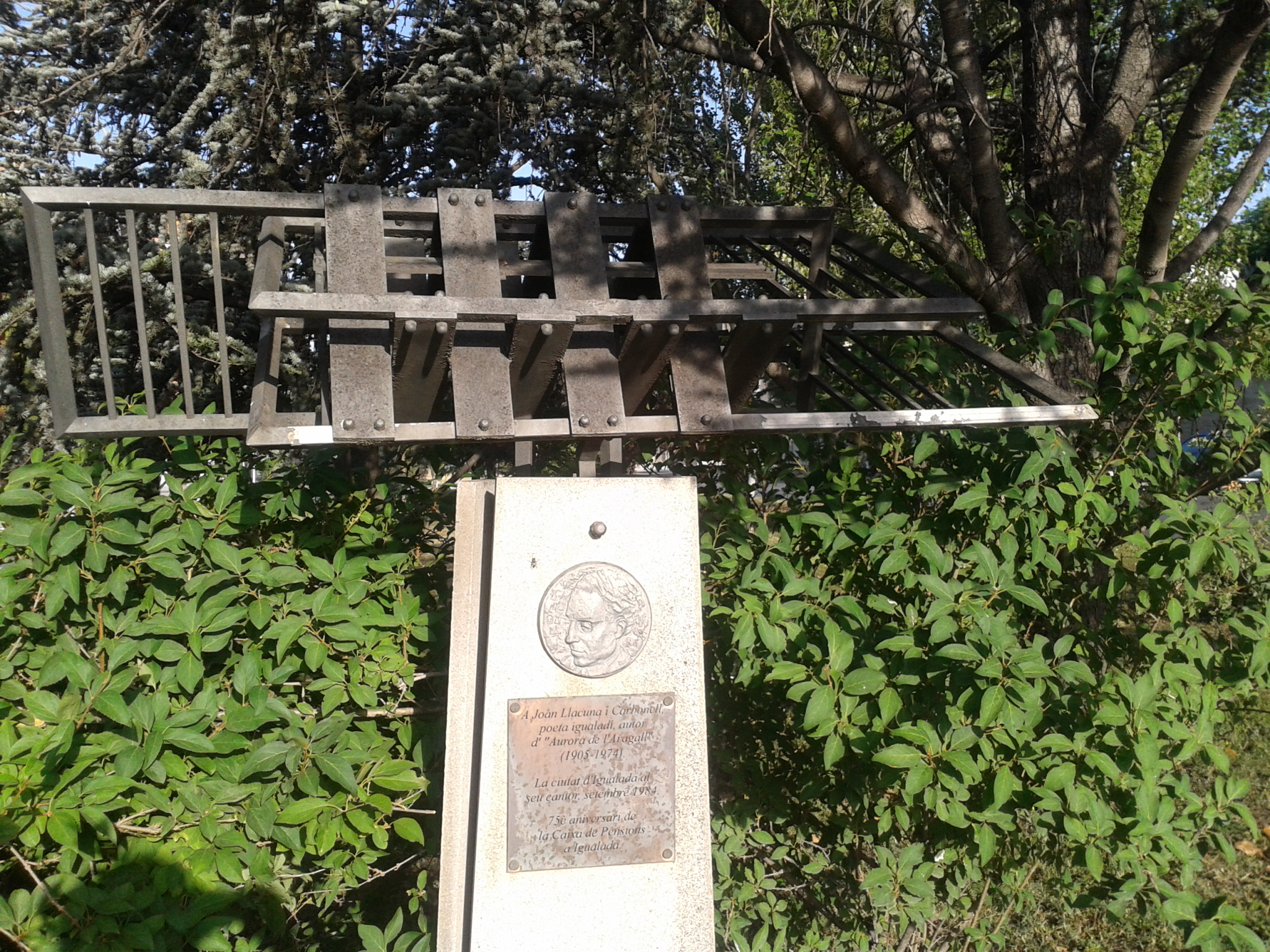
Monument a Joan Llacuna de Josep Maria Codina Corona

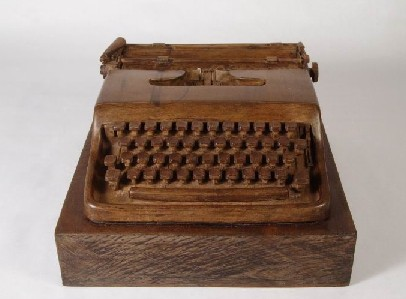
Pluma. Fusta caoba

Josep Maria Codina Corona (Igualada, 1935 - Barcelona, 2006) fou un escultor català. Va estudiar a l'Escola de la Llotja de Barcelona (1955) i posteriorment al Cercle Artístic de Sant Lluc (Barcelona, 1962). Comença la seva labor com escultor cap a 1960, treballant en metall i fusta. Cap a 1977 la seva obra va adaptar el camí de l'abstracció geomètrica, reprenent en 1992 als seus orígens figuratius icònics. Desenvolupant una gran carrera com escultor gràcies a la seva imaginació i constància.

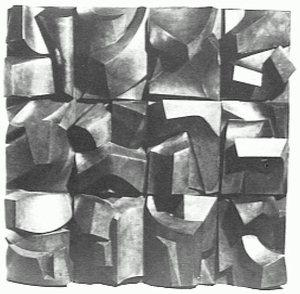
Col·lecció Nèstor. Talles de fusta 1976

## Premis i guardons

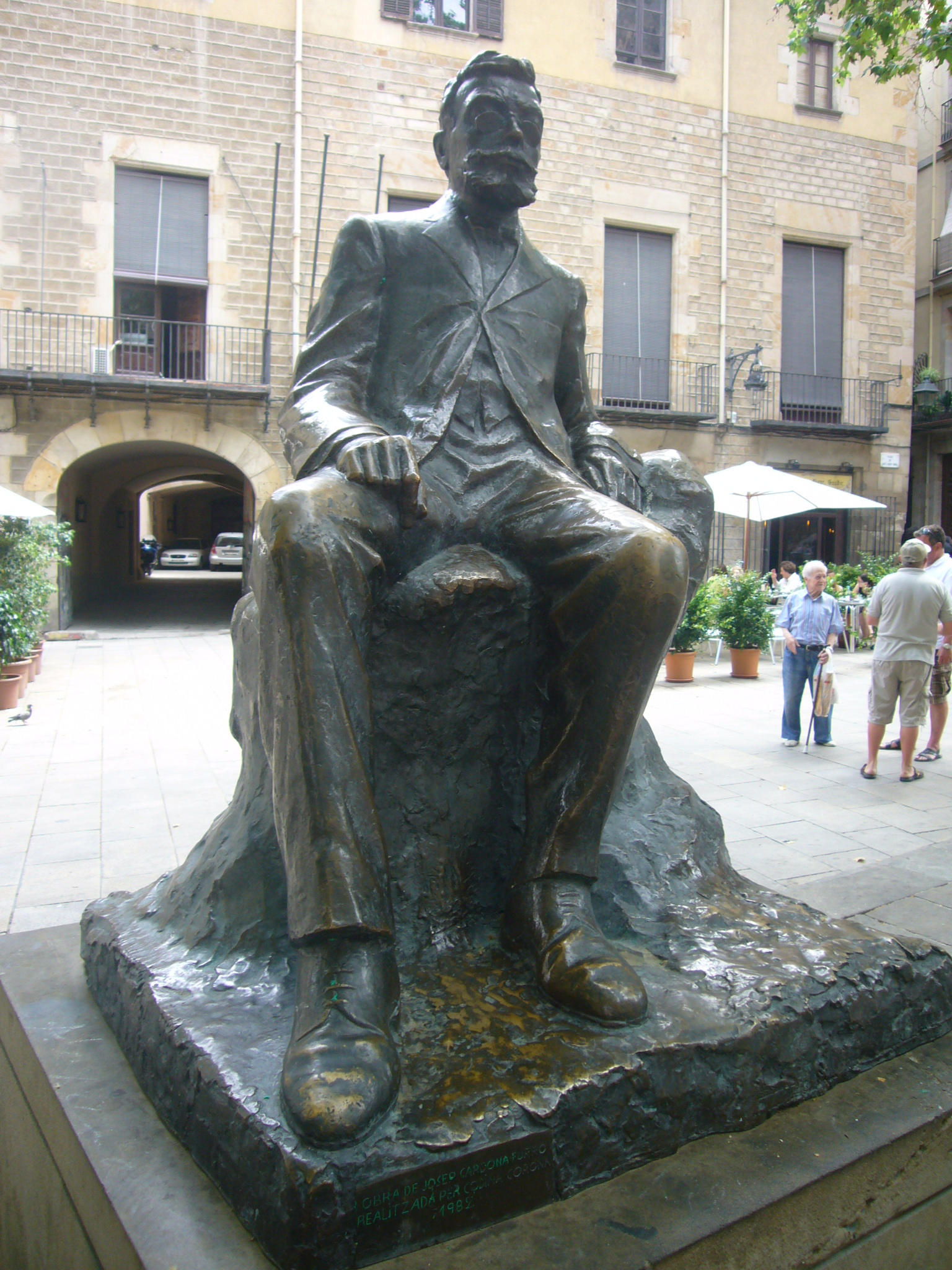
Estàtua d'Àngel Guimerà (plaça de Sant Josep Oriol, darrere l'Església del Pi de Barcelona)

- 1r Premi Ciutat de Badalona (1972)
- Premi extraordinari X Saló d'Art de Martorell (1972)
- 1r Premi d'Escultura X Saló d'Art de Martorell (1972)
- 2n Premi Arte-Esport 72 de Bilbao (1972)
- 2n Premi d'Escultura XI Saló d'Art de Martorell (1973)
- Menció honorífica, Pintors de l'Àfrica (Madrid, 1973)
- Premi AM L'Hospitalet de Llobregat (1973)
- 1r Premi Ciutat de Girona (1974)
- Menció Honorífica, Premi Ciutat de Barcelona (1974)
- 2n Premi NUMISMA de medallística, Madrid (1983)
- Menció Honorífica Caja de Madrid, Madrid (1997)

## Museus i col·leccions públiques
- Monument al mestre, Igualada
- Monument al pare Amadeu Amenós, Igualada
- Monument a la Sardana (Igualada, 1974)
- Monument al poeta Joan Llacuna, Igualada
- Monument a l'escriptor Àngel Guimerà (1985), Barcelona, el Vendrell i Santa Cruz de Tenerife.
- Talla de San Joan Baptista per l'Església de La Salvetat, Aurillac (França)
- Crucifix en fusta (285 cm d'altura) en l'altar major de l'Església de Fàtima, Granollers.
- Altres de les seves obres es troben al Canadà, els Països Baixos, el Perú, França, Mèxic, els EUA, Alemanya, l'Índia, Anglaterra i Itàlia.